# Haanja (plaats)
Haanja (Duits: Hahnhof; Võro: Haani) is een plaats in de Estlandse gemeente Rõuge, provincie Võrumaa. De plaats heeft de status van dorp (Estisch: küla).
Tot in oktober 2017 was Haanja de hoofdplaats van de gemeente Haanja. In die maand werd de gemeente Haanja bij de gemeente Rõuge gevoegd.

## Bevolking
De plaats had 162 inwoners op 31 december 2011 en 161 inwoners op 31 december 2021.

## Ligging
Bij Haanja ligt de Suur Munamägi, met een hoogte van 318 meter de hoogste heuvel van Estland (en van de drie Baltische landen). Aan de voet van de Suur Munamägi staat een monument voor de Estische Onafhankelijkheidsoorlog. Het is opgericht in 1932. De Sovjetbezetters vernietigden het in 1941. Het mocht weer opgebouwd worden in 1942 tijdens de Duitse bezetting, maar werd opgeblazen in 1944, toen de Sovjettroepen weer terug waren. In 1988 werd het voor de derde keer opgebouwd.
In de buurt van Haanja ligt het natuurpark Haanja looduspark. In het dorp staan een basisschool, een gemeenschapshuis en een bibliotheek.

## Geschiedenis
Haanja werd in 1561 voor het eerst genoemd als onderdeel van het grondgebied van het Russisch-orthodoxe klooster van Petsjory. De plaats had toen de Russische naam волостка Гани (Volostka Hani, volost Hani). In de tijd van het Hertogdom Lijfland behoorde Haanja tot het landgoed Neuhausen (Estisch: Vastseliina). In 1638 werd het landgoed Hahnhof afgesplitst van Neuhausen. In de Russische tijd (na 1721) was het een kroondomein.
In 1920, na de onteigening van het landgoed door het onafhankelijk geworden Estland, werd Haanja genoemd als nederzetting. In 1977 kreeg de plaats de status van dorp. Toen werd ook de naburige nederzetting Hardomäe bij Haanja gevoegd.

## Foto's

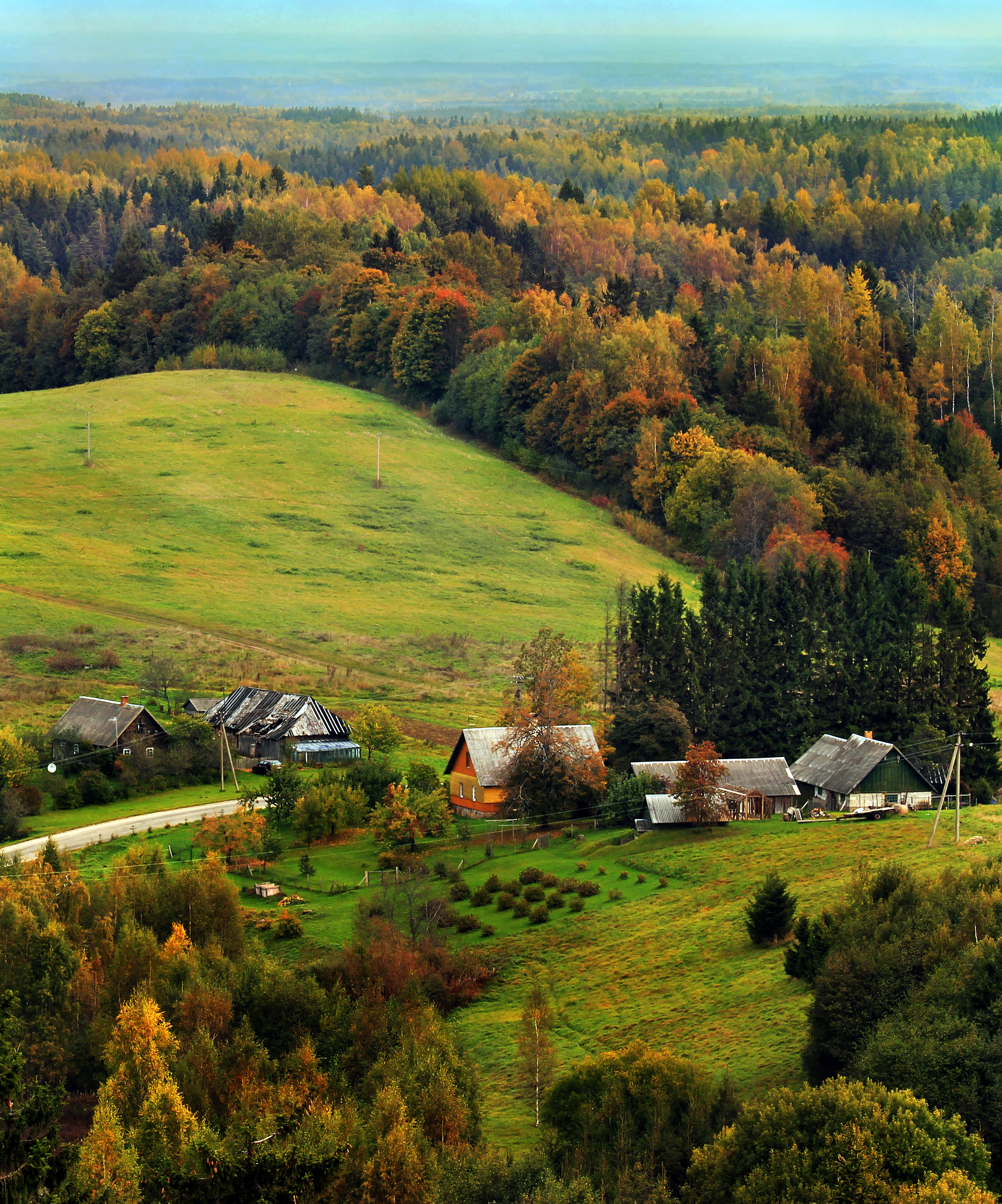
Gezicht op Haanja
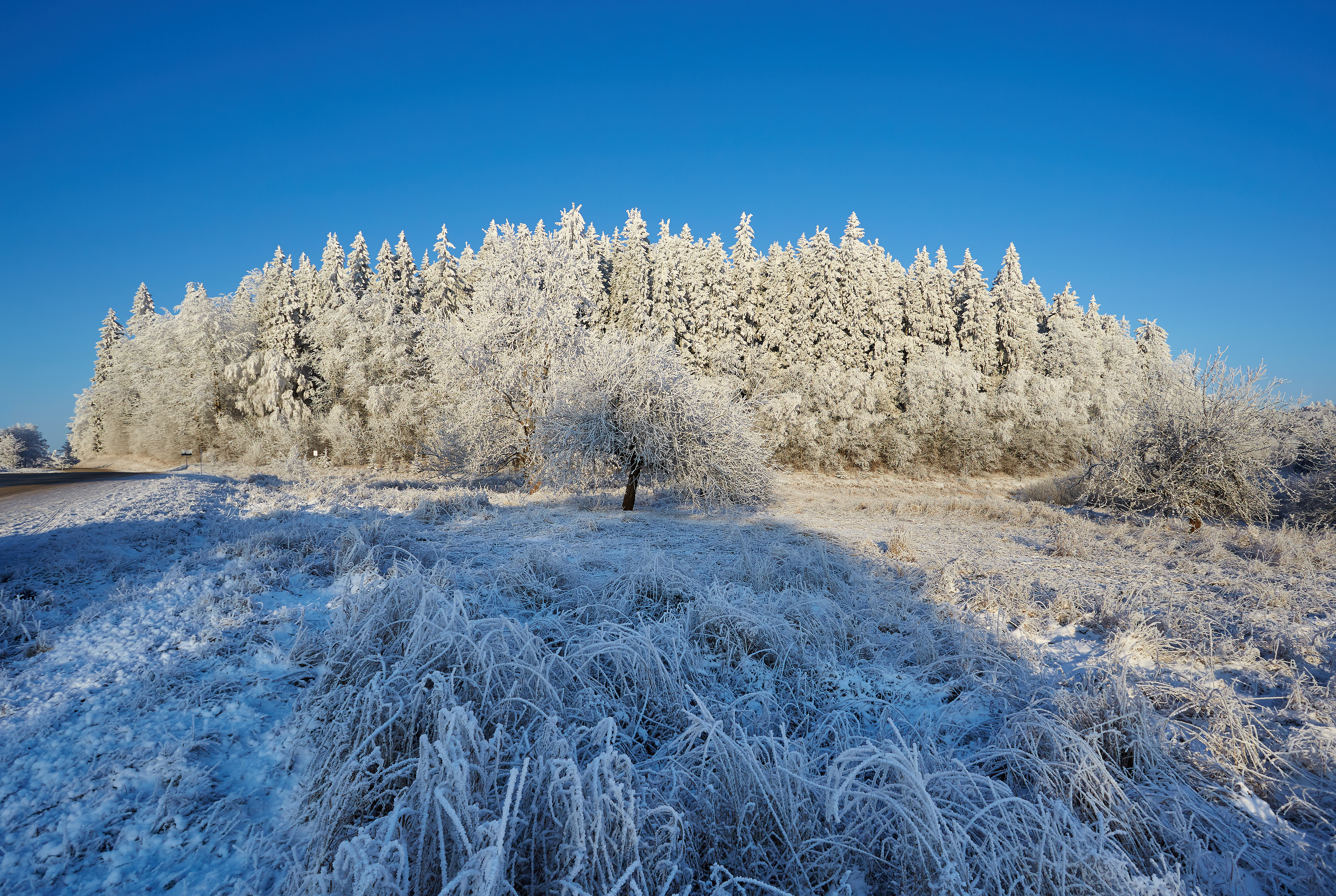
De Suur Munamägi in de winter
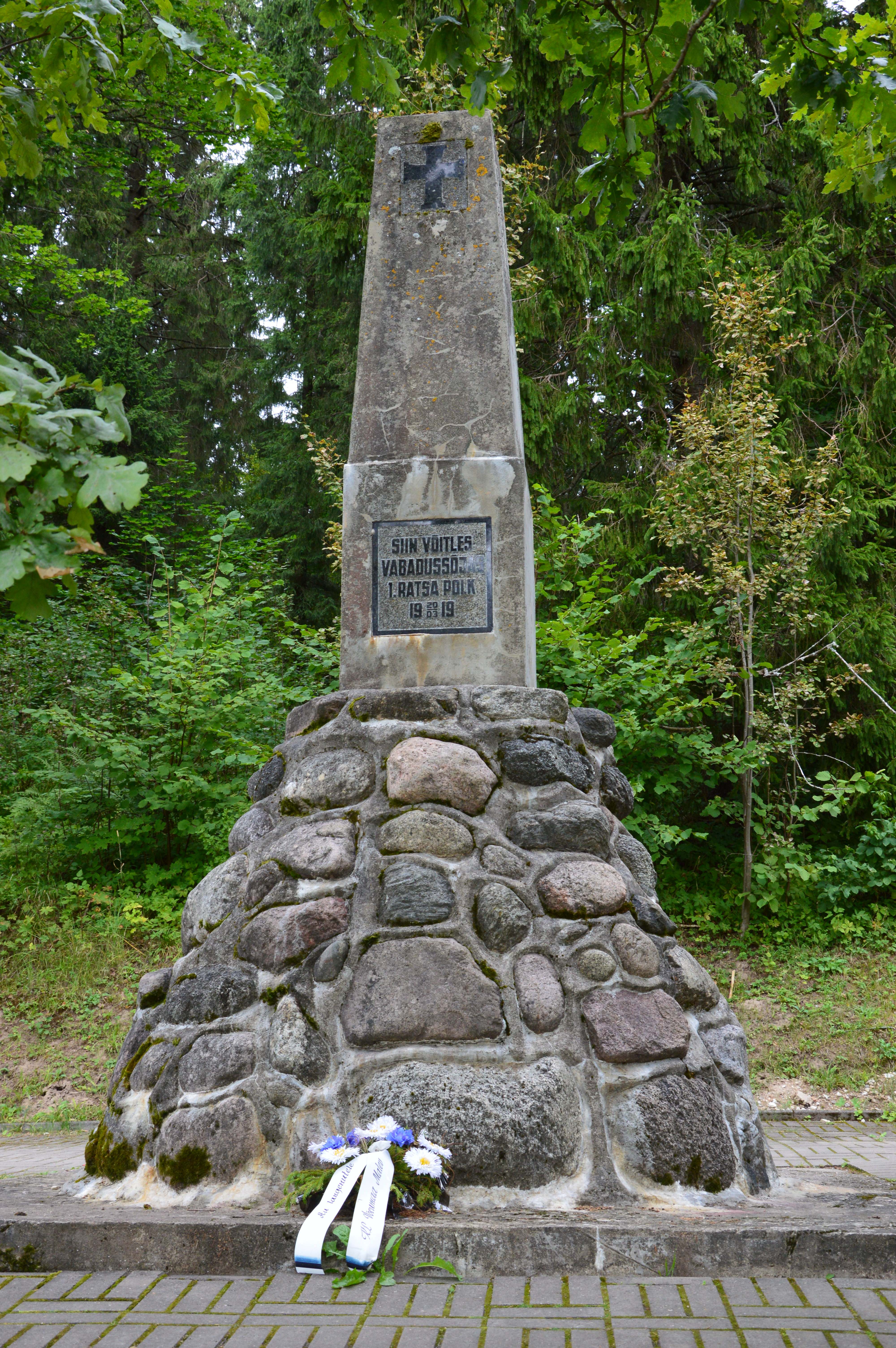
Monument voor de Estische Onafhankelijk-heidsoorlog
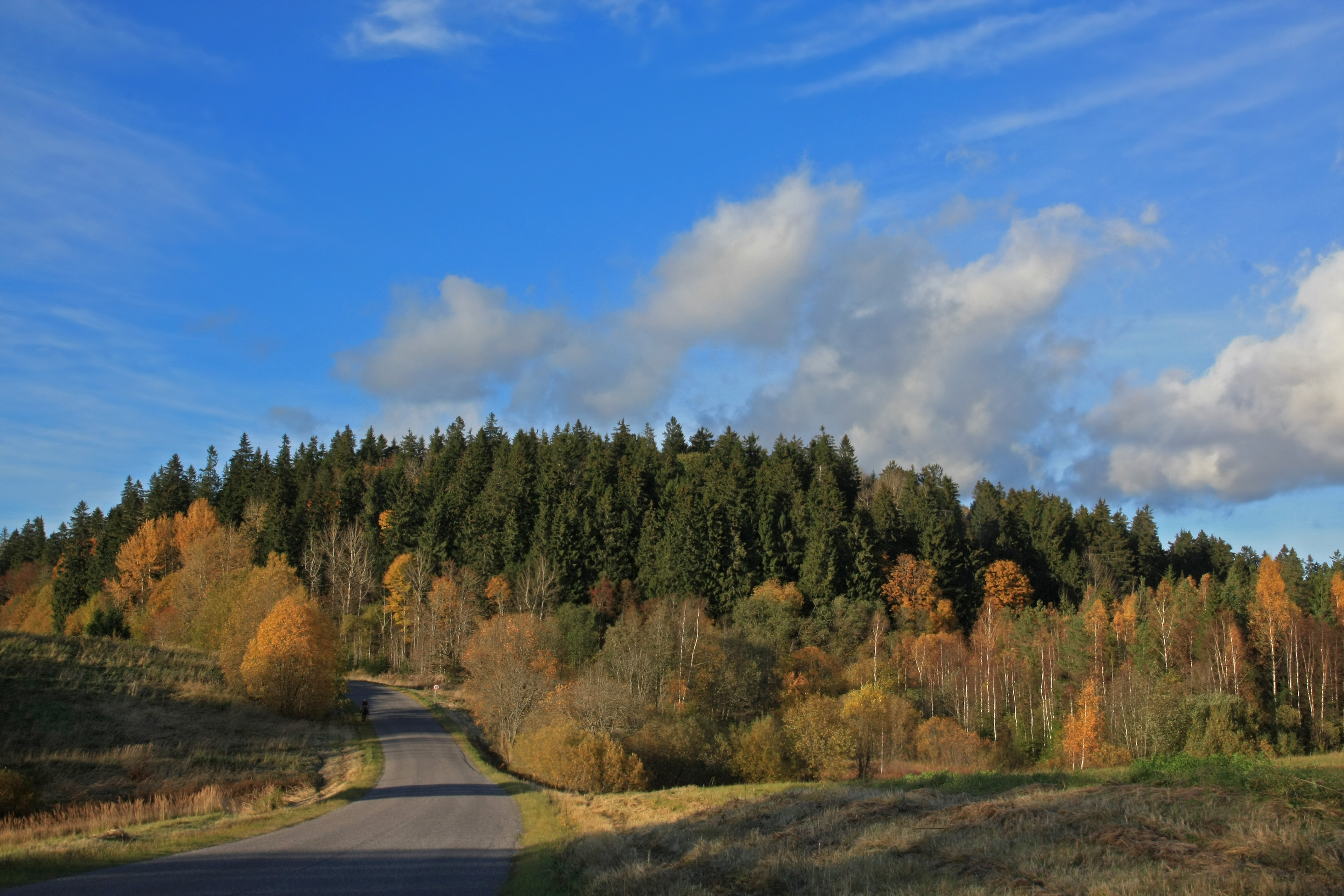
Weg bij Haanja